# Raionul Briceni
Raionul Briceni este un raion în nordul Republicii Moldova. Capitala sa este orașul Briceni.
Raionul este cel mai nord-vestic raion al R.M. și are hotare cu Ucraina la nord și cu România la sud-vest. Teritoriul raionului are o suprafață de 81,4 mii ha, dintre care:
- Terenuri arabile – 57,7 mii ha
- Păduri – 8,2 mii ha
- Imașuri – 6,9 mii ha
- Terenuri ocupate cu apă – 2,1 mii ha
- Alte terenuri – 13,5 mii ha.

## Demografie

### Statistici vitale
Principalii indicatori demografici, 2013:
- Natalitatea: ▼657 (8.9 la 1000 locuitori)
- Mortalitatea: ▲1,115 (15.1 la 1000 locuitori)
- Spor natural: -458

### Structura etnică
| Grup etnic | Populație | % Procentaj* |
| ---------- | --------- | ------------ |
| Moldoveni  | 55.123    | 70,64%       |
| Ucraineni  | 19.939    | 25,55%       |
| Ruși       | 2.061     | 2,64%        |
| Români     | 314       | 0,40%        |
| Țigani     | 187       | 0,24%        |
| Evrei      | 84        | 0,11%        |
| Găgăuzi    | 59        | 0,07%        |
| Bulgari    | 45        | 0,06%        |
| Alții      | 215       | 0,27%        |

Aceste date sunt cele ale nomenclaturii etnice din Republica Moldova, conformă Constituției republicane care potrivit definiției sovietice, deosebește Moldovenii din fosta URSS de cei din România (Moldova românească) și de ceilalți români; persoanele care totuși se declară români în Republica Moldova (cum au putut s-o facă la recensământul din 5-12 octombrie 2004) sunt de fapt tot cetățeni ai Republicii, deoarece Românii de cetățenie română rezidând în Republică nu sunt numărați în recensământ.

## Diviziuni administrative
Raionul Briceni are 39 localități: 2 orașe, 26 comune și 11 sate.

## Administrație și politică
Președintele raionului Briceni este Dorin Pavaloi (PSRM), ales la 4 decembrie 2023.
Componența Consiliului raional Briceni (33 de consilieri), ales la 5 noiembrie 2023, este următoarea:
|  | Partid                                       | Consilieri | Componență | Componență | Componență | Componență | Componență | Componență | Componență | Componență | Componență | Componență | Componență | Componență | Componență | Componență | Componență | Componență | Componență | Componență | Componență |
|  | -------------------------------------------- | ---------- | ---------- | ---------- | ---------- | ---------- | ---------- | ---------- | ---------- | ---------- | ---------- | ---------- | ---------- | ---------- | ---------- | ---------- | ---------- | ---------- | ---------- | ---------- | ---------- |
|  | Partidul Socialiștilor din Republica Moldova | 19         |            |            |            |            |            |            |            |            |            |            |            |            |            |            |            |            |            |            |            |
|  | Partidul Acțiune și Solidaritate             | 7          |            |            |            |            |            |            |            |            |            |            |            |            |            |            |            |            |            |            |            |
|  | Partidul Comuniștilor din Republica Moldova  | 3          |            |            |            |            |            |            |            |            |            |            |            |            |            |            |            |            |            |            |            |
|  | Vitalii Lupașco (independent)                | 1          |            |            |            |            |            |            |            |            |            |            |            |            |            |            |            |            |            |            |            |
|  | Partidul Social Democrat European            | 1          |            |            |            |            |            |            |            |            |            |            |            |            |            |            |            |            |            |            |            |
|  | Partidul Nostru                              | 1          |            |            |            |            |            |            |            |            |            |            |            |            |            |            |            |            |            |            |            |
|  | Partidul „Renaștere”                         | 1          |            |            |            |            |            |            |            |            |            |            |            |            |            |            |            |            |            |            |            |

## Dezvoltarea social-economică
Conform situației din 01.01.2004 în raion activează 19.527 agenți economici, inclusiv:
- întreprinderi industriale -1.069
- gospodării țărănești - 17.989
- societăți pe acțiuni -27
- societăți cu răspundere limitată - 184
- cooperative - 32
- întreprinderi de comerț -19
- întreprinderi de stat -20
- asociații de asigurare - 19
- asociații de gospodării țărănești -2
- organizații bugetare, obștești -166.

## Cultură
În raion funcționează 31 case și cămine de cultură, 32 biblioteci publice, 5 școli ale învățământului artistic, în care activează 154 salariați.
Majoritatea caselor de cultură, bibliotecilor, școlilor de artă au o bază materială bună, sediile instituțiilor de cultură se mențin într-o curățenie exemplară. Cele mai multe acțiuni culturale sunt organizate de căminele de cultură, de bibliotecile și școala de muzică din s. Larga, de căminele de cultură din satele Drepcăuți, Balasinești, Tețcani.
De menționat faptul că un șir de colective artistice, care au titlul onorific „model”, din localitățile raionului au participat la diferite festivaluri, concursuri, atât republicane, cât și internaționale. Colectivele de dansuri populare din s. Larga și formația „Izvoraș” din satul Colicăuți au devenit laureate ale ediției a 32-a "La vatra horelor”. 
Ansamblul vocal-instrumental „Amor” din satul Drepcăuți a devenit laureat al festivalului-concurs "Armoniile toamnei".
Recent, colectivul de dansuri populare „Marincuța” din s. Larga a participat la festivalul internațional coreografic „Vesennie arabeski” care s-a desfășurat în regiunea Lugansk din Ucraina, unde a câștigat titlul de laureat al acestui prestigios festival internațional.

Harta comunelor din raion

În raion activează 28 formații artistice cu titlul onorific "model": 
- 2 colective corale
- 4 fanfare
- 3 orchestre de muzica populară
- 3 ansambluri vocal-instrumentale
- 1 formație de dans sportiv
- 3 formații de dans popular
- 12 formații vocal folclorice.

În anul 2005, școala de pictură din Briceni împlinește 30 de ani de activitate. Aici au studiat și studiază lumea frumosului atât copii din orașul Briceni, cât și din satele din vecinătate. În acest răstimp, au absolvit școala circa 500 de elevi. Printre aceștia sunt și pictori de renume, designer, modelieri, arhitecți care, după ce au trecut prin școala de pictură din Briceni, au absolvit mai apoi instituții superioare nu numai în Moldova, dar și în România, Rusia, Belarus, au avut stagii în Franța și în alte țări.
În prezent, la școala de pictură din oraș, studiază 86 elevi, care participă la expoziții internaționale și concursuri de arte plastice pentru copii. În anul 1982, la Concursul Internațional "Desenează copiii", care a avut loc în Japonia, elevii școlii de pictură din Briceni au fost premiați cu 4 medalii de argint. În anul 2002, la Concursul Internațional din orașul Bitola (Macedonia), copiii briceneni, sub îndrumarea profesoarei Olga Rusnac, s-au învrednicit de cea mai înaltă distincție - o deplasare la Sărbătoarea de Creație a Copiilor, care a avut loc între 20 și 30 mai 2002.
În ianuarie 2000, Alina Alexeeva (profesor Anatol Lavric), pentru lucrarea "Hora moldovenească", a câștigat cel mai mare premiu - "Paleta de aur" - al Concursului Internațional al desenului de copii, care a avut loc în orașul Lodz, Polonia. În vara anului 2003, tinerii pictori au devenit diplomați ai Concursului Internațional "Păstrăm pământul", care a avut loc în Japonia. În același an, diplomați ai Concursului Internațional din Bulgaria au devenit elevii școlii Liliana Togan și Sergiu Bobeico.

## Sport
În raionul Briceni sunt înregistrate 196 amenajări sportive și două stadioane: cele de la Larga și Drepcăuți. La Briceni s-a început reparația capitală a stadionului. Se finisează Centrul Olimpic specializat de box din satul Grimăncăuți. În 29 de săli sportive și pe 160 de terenuri au loc antrenamente și competiții sportive. Rezultate bune sunt înregistrate de către Liceul nr. 2 Briceni, de școlile din Grimăncăuți, Larga, Medveja ș.a. Rezultate performante are școala de box din Grimăncăuți, Briceni (antrenor Petru Caduc, maestru emerit în sport). În perioada 1979-2004 au fost pregătiți 30 campioni ai republicii printre juniori și cadeți. Școala a dat peste 30 campioni la campionatele naționale între juniori. Au fost pregătiți 7 medaliați la campionatele europene, la Cupele europene și Jocurile Olimpice. Cea mai înaltă performanță a înregistrat-o Vitalie Grușac, care a câștigat medalia de bronz la Jocurile Olimpice din Sydney (2000) și s-a calificat pentru Jocurile Olimpice de la Atena (2004).

## Personalități
- Vitalie Grușac - Boxer, medaliat cu bronză la Jocurile Olimpice în 2000
- Veaceslav Gojan - Boxer, medaliat cu bronză la Jocurile Olimpice în 2008
- Serafim Urechean - Politician (AMN), primar al orașului Chișinău în perioada 1994-2005
- Zinaida Greceanîi - Politician (PCRM)
- Grigore Vieru - Poet, membru corespondent al Academiei Române din 2003
- Paul Mihnea - Poet, traducător de poezii a poeților R.M. Rilke, P. Valery, P. Verlaine, N. Nekrasov, M. Lermontov, A. Blok
- Veaceslav Leontie Perju -  Profesor universitar din Republica Moldova, doctor habilitat, academician – membru al Academiei Internaționale de Informatizare a ONU
- Cornel Vulpe - actor român de teatru, film, radio, televiziune și voce